# Cephalolejeunea parvilobula
Cephalolejeunea parvilobula är en bladmossart som beskrevs av Mizut.. Cephalolejeunea parvilobula ingår i släktet Cephalolejeunea och familjen Lejeuneaceae. Inga underarter finns listade i Catalogue of Life.